# جائزة المكسيك الكبرى 1989
جائزة المكسيك الكبرى 1989 هو سباق فورمولا 1 أقيم بتاريخ 28 مايو 1989 في مدينة مكسيكو. كان الرابع من أصل 16 في بطولة العالم لسباقات الفورمولا واحد موسم 1989. حلّ البرازيلي آيرتون سينا أولا بينما جاء الإيطالي ريكاردو باتريس في المركز الثاني وحصل على المركز الثالث الإيطالي ميكيلي ألبوريتو.